# Мамарчево
Мамарчево е село в Югоизточна България. То се намира в община Болярово, област Ямбол.

## История
Старото име на Мамарчево е Мураданлъ.

## Редовни събития
- Сбора – провежда се първата събота след 15 септември

## Личности

### Родени в Мамарчево
- Георги Мамалев – актьор
- проф. Атанас Кехайов, ото-невролог